# Бєлов Юрій Павлович
Юрій Павлович Бєлов (нар. 1933, тепер Російська Федерація) — радянський діяч, 2-й секретар ЦК КП Таджикистану. Депутат Верховної ради СРСР 11-го скликання.

## Життєпис
Член КПРС з 1954 року.
У 1957 році закінчив Новосибірський сільськогосподарський інститут.
У 1957—1958 роках — завідувач ремонтно-технічної майстерні, в 1958—1959 роках — секретар партійного комітету Карасьовського радгоспу Черепановського району Новосибірської області.
У 1959—1960 роках — 2-й секретар, у 1960—1961 роках — 1-й секретар Новосибірського обласного комітету ВЛКСМ.
У 1961—1966 роках — завідувач відділу ЦК ВЛКСМ у Москві.
У 1966—1971 роках — інструктор, у 1971—1984 роках — завідувач сектору відділу сільського господарства і харчової промисловості ЦК КПРС.
30 січня 1984 — 25 січня 1986 року — 2-й секретар ЦК КП Таджикистану.
Подальша доля невідома.